# Time Out (revista)
Time Out es una revista global publicada por Time Out Group. Time Out comenzó como una publicación exclusiva de Londres en 1968 y ha ampliado sus recomendaciones editoriales a 333 ciudades en 59 países de todo el mundo.
En 2012, la edición de Londres se convirtió en una publicación gratuita, con más de 307.000 lectores semanales. La presencia en el mercado global de Time Out incluye asociaciones con Nokia y aplicaciones móviles para los sistemas operativos iOS y Android. Recibió el premio International Consumer Magazine of the Year tanto en 2010 como en 2011 y el renombrado International Consumer Media Brand of the Year en 2013 y 2014.

## Historia

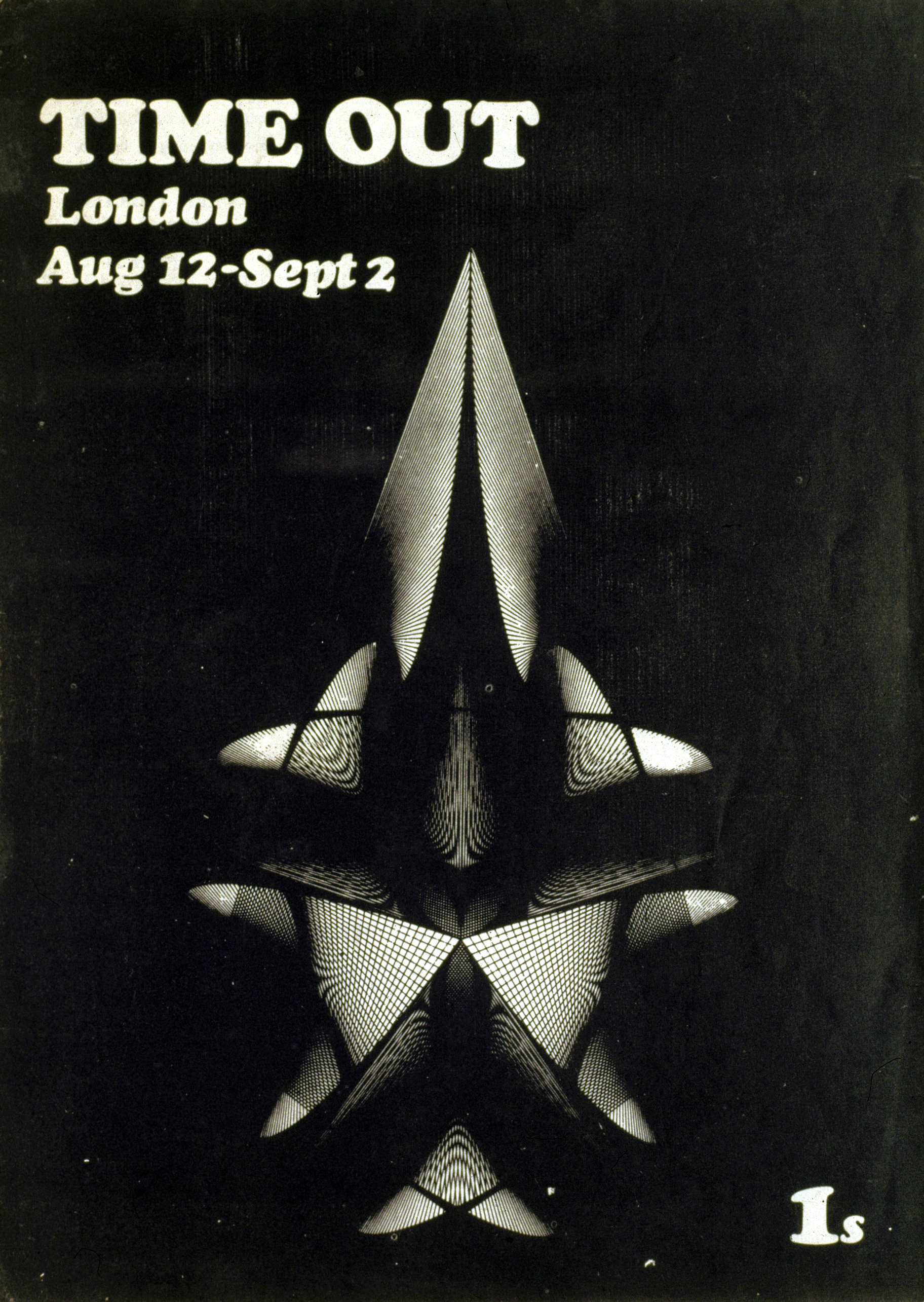
Primer número de Time Out London, 1968.

Time Out se publicó por primera vez en 1968 como una revista de listados de Londres por Tony Elliott, quien usó el dinero de su cumpleaños para producir un folleto de una hoja, con Bob Harris como coeditor. El primer producto se tituló Where It's At, antes de inspirarse en el álbum Time Out de Dave Brubeck. Time Out comenzó como una revista alternativa junto con otros miembros de la prensa clandestina en el Reino Unido, pero en 1980 había abandonado su estructura original de toma de decisiones colectivas y su compromiso con la igualdad salarial para todos sus trabajadores, lo que llevó a una huelga y la fundación de una revista competidora, City Limits, por exmiembros del personal. A estas alturas, su antiguo radicalismo prácticamente se ha desvanecido. Como ejemplo de su postura editorial temprana, en 1976, Time Out de Londres publicó los nombres de 60 supuestos agentes de la CIA estacionados en Inglaterra. Los primeros números tuvieron una tirada de alrededor de 5000 y evolucionarían a una circulación semanal de 110.000 a medida que se despojaba de sus raíces radicales.

La temática de la revista fue casi enteramente responsabilidad de su diseñador, Pearce Marchbank:
Marchbank fue invitado por Tony Elliott a unirse al embrionario Time Out en 1971. Al convertirlo en un semanario, produjo su logotipo clásico, [y] estableció su fuerte identidad y su estructura editorial, todo lo que todavía se usa en todo el mundo hasta el día de hoy. También concibió y diseñó la primera de las guías de Time Out . . . . Continuó diseñando para Time Out durante muchos años. Cada semana, sus poderosas e ingeniosas portadas de Time Out se convirtieron en una parte esencial de la vida londinense.
Elliott lanzó Time Out New York (TONY), su debut en una revista norteamericana, en 1995. La revista contrató a jóvenes y futuros talentos para proporcionar reseñas culturales para los jóvenes neoyorquinos en ese momento. El éxito de TONY condujo a la presentación de Time Out New York Kids, una revista trimestral dirigida a las familias. La expansión continuó con la licencia de Elliott de la marca Time Out en todo el mundo, difundiendo la revista en aproximadamente 40 ciudades, incluidas Estambul, Dubái, Beijing, Hong Kong y Lisboa.
Los productos adicionales de Time Out incluyeron revistas de viajes, guías de ciudades y libros. En 2010, Time Out se convirtió en la editorial oficial de guías de viaje y libros turísticos para los Juegos Olímpicos de Londres 2012 y Juegos Paralímpicos de Londres 2012.
La necesidad de Time Out de expandirse a plataformas digitales llevó a Elliott, único propietario del grupo hasta noviembre de 2010, a vender la mitad de Time Out London y el 66 por ciento de TONY al grupo de capital privado Oakley Capital, valorando la empresa en £20 millones. El grupo, fundado por Peter Dubens, fue propiedad de Tony Elliott y Oakley Capital hasta 2016, el acuerdo proporcionó capital de inversión para expandir la marca. Posteriormente, Time Out ha lanzado sitios web para otras 33 ciudades, incluidas Delhi, Washington D. C., Boston, Manchester y Bristol. cuando cotizaba en la bolsa de valores AIM de Londres. En junio de 2016, Time Out Group realizó una oferta pública de venta y cotiza en la bolsa de valores AIM de Londres con el símbolo de cotización 'TMO'.
La edición de Londres de Time Out se convirtió en una revista gratuita en septiembre de 2012. La revista londinense de Time Out se distribuyó personalmente en las estaciones del centro de Londres y recibió su primer certificado ABC oficial en octubre de 2012, mostrando una distribución de más de 305 000 copias por semana, la mayor distribución en la historia de la marca. Esta estrategia aumentó los ingresos en un 80 por ciento con un aumento continuo. Time Out también ha invitado a varios columnistas invitados a escribir para la revista. El columnista a partir de 2014 fue Giles Coren.
En abril de 2015, la edición de Nueva York también pasó al modelo de distribución gratuita para aumentar la base de lectores y aumentar el reconocimiento de la marca. Esta transición duplicó la circulación al aumentar su audiencia web, estimada en alrededor de 3,5 millones de visitantes únicos al mes. Time Out aumentó la circulación de su revista semanal a más de 305.000 copias, complementando a los millones de usuarios digitales de Time Out New York. Time Out New York ahora está disponible gratis cada dos miércoles en cajas expendedoras y puestos de periódicos en toda la ciudad de Nueva York.
Durante la pandemia de COVID-19, Time Out dejó de producir copias en papel de la revista y cambió a un modelo solo en línea. Cambiando temporalmente de nombre a Time Out In, la publicación también reorientó su contenido editorial hacia eventos virtuales para las personas que se quedaron en casa durante el encierro.
En abril de 2022, se anunció que la edición impresa de London Time Out finalmente cesaría después de 54 años, con su última tirada distribuida el 23 de junio de 2022. La revista se seguiría publicando en línea.

## Otros proyectos

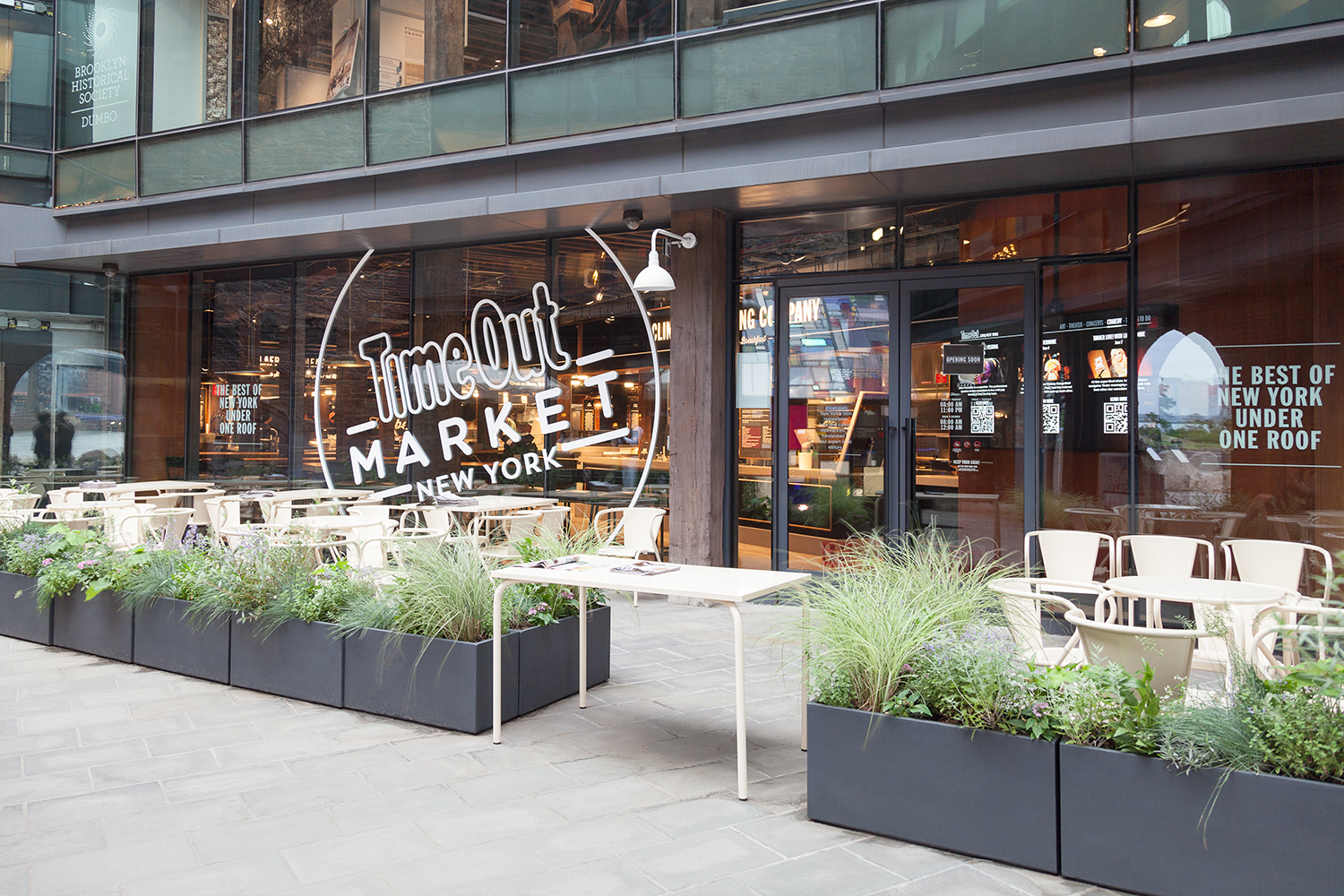
Time Out Market en Brooklyn.

Además de revistas, libros de viajes y sitios web, Time Out lanzó Time Out Market, una incursión en el mercado gastronómico y cultural basada íntegramente en la creación editorial, comenzando con Time Out Market Lisboa en Lisboa, Portugal. En 2019 abrieron nuevos Time Out Market en Miami, Nueva York, Chicago, Boston y Montreal; y en 2021 en Dubái.